# Bilker Allee
Bilker Allee – ulica w dzielnicach Unterbilk i Friedrichstadt w Düsseldorfie.

## Lokalizacja i historia
Bilker Allee to jedna z ważniejszych ulic przelotowych w Unterbilk. Od strony zachodniej Bilker Allee łączy się z Gladbacher Straße i Martinstraße. Przecina główne ulice Elisabethstraße i Friedrichstraße i kończy się przy Corneliusstrasse, gdzie łączy się z Oberbilker Allee.
Na całej długości ulicy znajdują się bloki mieszkalne, których część pochodzi z końca XIX i początku XX wieku. Na połowie długości Bilker Allee pomiędzy ulicami Palmenstrasse i Kronenstrasse znajduje się park miejski Florapark Düsseldorf.